# 황진이 (2006년 드라마)
《황진이》는 대한민국의 한국방송공사에서 2006년 10월 11일부터 2006년 12월 28일까지 방영된 드라마로, 조선시대 중종 때 기생이었던 황진이의 생애를 극화한 사극 드라마로 재구성하였다.
한편, 하지원은 해당 작품에 앞서 SBS 수목 미니시리즈 스마일 어게인에 캐스팅되었지만 스스로 포기했다.
아울러, 수애, 이영애, 김태희, 전지현 등이 황진이 물망에 올랐지만 이런저런 사정으로 고사해 캐스팅 문제 때문에 골머리를 앓았다.

## 줄거리
기생 황진이가 남존여비가 팽배했던 조선에서 여인으로 태어나 천랑성의 꼿꼿한 기상을 가지고 살아가지만 사랑에 목매는 기생 현금의 불장난 같은 사랑으로 하는 수 없이 기생으로 살아야 하는 운명이 된다. 하지만 그녀는 어떠한 역경도 이길 수 있는 기상을 지녔으며, 시 · 서 · 화(詩 · 書 · 畵)를 주무를 수 있는 재주로 뭇 사내들을 희롱하는 것을 그리고 있다.

## 등장인물

### 주요 인물
- 하지원 : 황진이(黃眞伊) 역 (아역 심은경) - 기명 명월(明月)
- 김영애 : 임백무 역 - 무기(舞妓)
- 왕빛나 : 부용 역 - 무기
- 김재원 : 김정한 역
- 류태준 : 벽계수 역
- 장근석 : 김은호 역(1 ~ 9회 하차) (†)

### 교방 사람들
- 전미선 : 진현금 역 - 악기(樂妓)
- 조성하 : 엄수 역
- 김보연 : 매향(梅香) 역 - 무기
- 이인혜 : 개똥이 역 - 기명 단심(丹心)
- 정경순 : 금춘(今春) 역
- 송이우 : 앵무(鸚鵡) 역
- 유연지 : 섬섬(纖纖) 역
- 김선화 : 개똥어멈 역
- 조예나 : 향림 역
- 미세 : 애랑 역
- 이지은 : 금홍 역
- 감영애 : 취선 역
- 황은하 : 월향 역

### 교유한 사람들
- 이시환 : 이생 역
- 김종결 : 화담 서경덕 역
- 미상 : 지독선사 역

### 그 외 사람들
- 박찬환 : 중종 역
- 현석 : 성익환 역
- 서현진 : 정가은 역
- 김승욱 : 장수만 역
- 오대규 : 황진사 역
- 이대로 : 주지 역
- 조재완 : 장이 역
- 이희도 : 김참판 역
- 안해숙 : 차씨 역
- 문천식 : 덕팔 역
- 정상훈 : 상수 역
- 최상훈 : 정축 역
- 윤재량 : 연흥 역
- 김하은
- 고규필
- 나경민
- 최지해

## 시청률
최저 시청률과 최고 시청률은 시청률 조사회사와 지역별로 시청률에 차이가 있을 수 있습니다.
| 2006년      | 2006년      | 2006년         | 2006년         | 2006년       |
| 회차        | 방송일      | TNmS 시청률    | AGB 시청률     | AGB 시청률   |
| 회차        | 방송일      | 대한민국(전국) | 대한민국(전국) | 서울(수도권) |
| ----------- | ----------- | -------------- | -------------- | ------------ |
| 제1회       | 10월 11일   | 20.1%          | 18.5%          | 18.5%        |
| 제2회       | 10월 12일   | 20.9%          | 17.5%          | 16.5%        |
| 제3회       | 10월 18일   | 18.4%          | 17.1%          | 16.6%        |
| 제4회       | 10월 19일   | 18.7%          | 17.4%          | 17.1%        |
| 제5회       | 10월 25일   | 16.9%          | 16.2%          | 15.3%        |
| 제6회       | 10월 26일   | 17.7%          | 17.9%          | 18.7%        |
| 제7회       | 11월 1일    | 17.2%          | 16.3%          | 16.1%        |
| 제8회       | 11월 2일    | 19.2%          | 17.6%          | 17.7%        |
| 제9회       | 11월 8일    | 16.6%          | 17.3%          | 16.4%        |
| 제10회      | 11월 9일    | 19.7%          | 18.6%          | 19.1%        |
| 제11회      | 11월 15일   | 23.3%          | 22.3%          | 22.6%        |
| 제12회      | 11월 16일   | 24.9%          | 24.6%          | 24.0%        |
| 제13회      | 11월 22일   | 24.6%          | 22.4%          | 22.0%        |
| 제14회      | 11월 23일   | 26.7%          | 26.3%          | 26.1%        |
| 제15회      | 11월 29일   | 22.9%          | 22.1%          | 22.5%        |
| 제16회      | 11월 30일   | 23.9%          | 22.1%          | 22.5%        |
| 제17회      | 12월 6일    | 23.0%          | 19.9%          | 19.7%        |
| 제18회      | 12월 7일    | 24.8%          | 23.8%          | 23.5%        |
| 제19회      | 12월 13일   | 22.9%          | 19.9%          | 20.6%        |
| 제20회      | 12월 14일   | 22.9%          | 20.5%          | 20.2%        |
| 제21회      | 12월 20일   | 22.2%          | 20.6%          | 20.7%        |
| 제22회      | 12월 21일   | 24.3%          | 22.9%          | 22.9%        |
| 제23회      | 12월 27일   | 24.1%          | 20.8%          | 21.9%        |
| 제24회      | 12월 28일   | 29.3%          | 27.1%          | 27.8%        |
| 평균 시청률 | 평균 시청률 | 21.9%          | 20.4%          | 20.4%        |

## 수상 경력
- 2006년 KBS 연기대상 베스트 커플상, 네티즌상, 대상 하지원
- 2006년 KBS 연기대상 여자 조연상 왕빛나, 전미선
- 2006년 KBS 연기대상 청소년 연기상 심은경
- 2006년 KBS 연기대상 베스트 커플상 장근석
- 2006년 KBS 연기대상 작가상 윤선주
- 2007년 제2회 서울 드라마 어워즈 미술감독상 이철호
- 2007년 한국방송대상 통합탤런트상 하지원

## 같이 보기
- 황진이

| 한국방송공사 수목 미니시리즈                                    | 한국방송공사 수목 미니시리즈                 | 한국방송공사 수목 미니시리즈                     |
| 이전 작품                                                       | 작품명                                       | 다음 작품                                        |
| --------------------------------------------------------------- | -------------------------------------------- | ------------------------------------------------ |
| 도망자 이두용 (2006년 9월 27일 ~ 2006년 10월 5일)               | 황진이 (2006년 10월 11일 ~ 2006년 12월 28일) | 달자의 봄 (2007년 1월 3일 ~ 2007년 3월 15일)     |
| KBS 월드 24 화~금 오전 5시 (재: 화~금 오후 4시; 일~월 오전 2시) |                                              |                                                  |
| 광개토태왕 (2020년 3월 31일 ~ 2020년 9월 4일)                   | 황진이 (2020년 9월 8일 ~ 2020년 10월 16일)   | 거상 김만덕 (2020년 10월 20일 ~ 2020년 12월 9일) |